# Peucetia graminea
Peucetia graminea là một loài nhện trong họ Oxyopidae.
Loài này thuộc chi Peucetia. Peucetia graminea được Mary Agard Pocock miêu tả năm 1900.